# 오스카르 알베르토 오르티스
오스카르 알베르토 오르티스(스페인어: Oscar Alberto Ortiz, 1952년 5월 17일 ~ )는 은퇴한 아르헨티나의 축구 선수이다. 포지션은 미드필더였다. 1978년 FIFA 월드컵의 우승 멤버이다.
그는 1971년 CA 산로렌소에서 데뷔했고 1976년까지 뛰며 3번의 우승을 했다. 1976년 그레미우로 이적했으나, 1시즌 뒤 다시 아르헨티나로 돌아와 리버 플레이트에 입단했다. 그는 리버 플레이트에서 전성기를 보냈는데, 4번의 우승을 했고 1978년에는 아르헨티나 축구 국가대표팀에 뽑혀 월드컵에서도 활약했다.
그는 1981년 CA 우라칸에 입단했으나 특별한 활약을 보여주지 못했고 곧 인데펜디엔테로 갔다. 인데펜디엔테에서 1983년 메트로폴리타노 챔피언쉽에서 우승한 후 은퇴했다.